# Hasan Piker
Hasan Doğan Piker (/ˈpaɪkər/; New Brunswick, New Jersey, 1991. július 25. –), online nevén HasanAbi, török-amerikai streamer, youtuber, influenszer és politikai kommentátor. Az amerikai szocialista és baloldali politika egyik fontos online alakja, a Twitch 21. legtöbb feliratkozót felmutató csatornájával rendelkezik, a platform „de facto politikai szakértőjének” nevezik. 2025-ben helyet kapott a Time Magazine 100 legbefolyásosabb tartalomgyártója listáján, a „vezetők” kategóriában.

## Magánélete

### Fiatalkora
Török szülők gyermekeként született New Brunswickban, de Isztambulban nőtt fel, muszlimként. Apja családja Szalonikiből és Krétáról költözött Törökországba. Apja, Mehmet Behçet Piker, politikai szakértő és közgazdász, a Sabancı Holding alelnöke volt és a Jövő Párt alapítója. Anyja, Ülker Sedef Piker (született: Uygur), építészeti történész, a New Jersey Institute of Technology tanára. Nagybátyja, Cenk Uygur, szintén politikai kommentátor, a The Young Turks hírcsatorna alapítója.

### Egyetemi évek és Los Angeles
Piker egyetemre tért vissza az Egyesült Államokban, először a Miami Egyetem, majd a Rutgers Egyetem tanulója volt, ahol 2013-ban diplomát szerzett (cum laude) politikatudományokból és kommunikációból. 2013-ban Los Angelesbe költözött.
2021-ben megvásárolt egy 2,7 millió dolláros házat West Hollywoodban, ahonnan legtöbb élő adását közvetíti, amelyek általában naponta tíz órán keresztül tartanak.

## Pályafutása

### The Young Turks
2013-ban, utolsó egyetemi éve közben, Piker dolgozott a The Young Turks (TYT) progresszív hírcsatornának, amelyet nagybátyja, Cenk Uygur alapított. Diplomázása után a csatorna hirdetési és üzleti ágazatának munkatársa lett. Akkor lett műsorvezető, mikor hirtelen kellett valaki helyére beállnia, majd később producer is lett.
2016-ban létrehozta a The Breakdown műsort a csatornán, amelyet a Facebookon közvetítettek, és amely leginkább baloldali politikai elemzésnek adott otthont, és célpontja Bernie Sanders elnökjelölt támogatói voltak. 2016 és 2018 között a HuffPostnak is írt.

### Twitch
Piker 2018 márciusában kezdett el streamelni, mikor még a TYT-nál dolgozott. 2020 januárjában hagyta el a csatornát, hogy a Twitch-re koncentráljon. Piker azt nyilatkozta, hogy azért váltott a Facebookról a Twitch-re, hogy több fiatalt elérjen, illetve mert a YouTube-bal együtt a szélsőjobboldali politika sokkal jobban elterjedt volt a platformon. Népszerű baloldali kommentátor lett, YouTube-csatornája streamjeiből emeli ki a legjobb pillanatokat. 2022-ben lépte át az egy millió feliratkozót. Hank Pecker nevű alteregójaként is néha megjelenik, aki egy szélsőjobboldali „redneck.”

#### Eltiltások
2019. augusztus 20-án egy streamben Piker kigúnyolta Dan Crenshaw amerikai képviselőt, aki katonaként szolgált Afganisztánban, amiért támogatta az amerikai intervencionizmust: „Mi a fasz baja van ennek a csávónak? Nem ment háborúba, és elvesztette a szemét, mert egy mudzsáhid, egy bátor katona, megbaszta a szemlyukát a faszával?,” majd hozzátette, hogy Crenshaw megérdemelte, ami vele történt. Ugyanebben a közvetítésben Piker kritizálta az Egyesült Államok külpolitikáját, és vitakeltő megjegyzéseket tett a 2001. szeptember 11-ei terrortámadásokkal kapcsolatban, kijelentve, hogy „Amerika megérdemelte 9/11-et.” Véleményei felháborodást keltettek közösségi médián, Crenshaw kijelentette, hogy megjegyzése „a 9/11-i terrortámadások undorító védelme volt.” Válaszként Piker azt nyilatkozta, hogy szatirikusan beszélt, de kijelentette, hogy az amerikai külpolitika hozta létre azokat a körülményeket, amelyek lehetővé tették a terrortámadásokat, bár elismerte, hogy „precízebb nyelvezetet” kellett volna használnia. A Twitch egy hétre tiltotta el.
2021. december 13-án Pikert eltiltották egy hétre, amiért egyik streamjében többször is használta a „cracker” jelzőt. Piker kijelentette, hogy a kifejezést nem kéne pejoratívnak tekinteni fehér emberek ellen, mert a szót használó személy „hatalmatlan” és „olyan emberként használja, akit történelmileg elnyomtak.” A New Media & Society tudományos folyóirat kritizálta a Twitch-et, amiért megbüntették a streamert, míg más, kisebbségek ellen használt sértő jelzők elterjedtek a platformon.
2025. február 28-án Piker kijelentette, hogy ha a republikánusokat tényleg „érdekelték volna a Medicare-csalások vagy a Medicaid-csalások, megölnék Rick Scottot,” hivatkozva arra, hogy a szenátor, aki korábban Florida kormányzója volt, sok százmillió dollárt ellopott a Medicare és Medicaid alapokból, mikor a Columbia/HCA vezérigazgatója volt. 24 órára tiltották el Pikert.
2025. május 25-én Pikert ismét eltiltották 24 órára, miután megosztotta Elias Rodriguez, a washingtoni izraeli nagykövetségen elkövetett gyilkosságok kivitelezőjének manifesztumát közvetítésében. A hivatalos indok az volt, hogy Piker „helytelen módon kezelt terrorista propagandát.”

### 2020-as és 2024-es elnökválasztások
2020. október 20-án Alexandria Ocasio-Cortez képviselő közreműködött Pikerrel és Pokimane-nel egy streamen, ahol együtt játszottak a Among Us videójátékkel, a „Get out the vote” kezdeményezés részeként a következő elnökválasztás előtt. A közvetítésben részt vett Ilhan Omar képviselő is, egy időben a megtekintők száma több csatornán együtt átlépte a 700 ezret.
A 2020-as elnökválasztási vita idején, szeptember 29-én, egyidőben több, mint 125 ezer nézője volt, a legnézettebb eseménnyel kapcsolatos közvetítés a weboldalon. A választási eredményeket közvetítő streamje átlépte a 230 ezer megtekintést (4,9% piaci részesedés), együttesen a Twitch és a YouTube hatodik legnépszerűbb streamje volt az elnökválasztással kapcsolatban. A választási hét legnépszerűbb streamere volt, 80 órányi közvetítését összesen 6,8 millió órán keresztül tekintették meg, átlagosan 75 ezer ember csatlakozott a streamhez egy időben. Piker új személyes csúcsát a január 6-i Capitolium elleni ostrom közben érte el (231 ezer).
A 2024-es választás estéjén 7,5 millió nézője volt összesen.

### Gázai háború
Piker gyakran beszélt a gázai háborúról, támogatva a palesztinok ügyét és kritizálva az izraeli kormányt, népirtásnak nevezve tevékenységét. Andrew Marantz (The New Yorker) szerint Piker Izrael ellenes kritikája, illetve kijelentései a Hamászról, a Hútikról és a Hezbollah-ról, többször is botrányt keltett.
2024 januárjában Piker meginterjúvolt egy jemeni „kalózt,” aki korábban levideózta magát a bahamai Galaxy Leader hajón, amelyet a hútik 2023 novembere óta tartottak fogva.
2024 novemberében Ritchie Torres kongresszusi képviselő kritizálta a Twitch-et, amiért engedélyezték az „antiszemitizmus felerősödését,” kiemelve Pikert, és nyomozást kérve ellene. Piker megvédte magát, kijelentve, hogy soha nem kritizálta a zsidó embereket egységként, csak anticionista volt. Egy Izraelt támogató aktivisták, köztük Destiny streamer, által kezdeményezett kampány elkezdett nyomást helyezni hirdetőkre, hogy hagyják el a platformot, amely „helyet adott az antiszemitizmusnak.” Piker ismét elutasította az antiszemitizmussal kapcsolatos vádakat.

## Politikai nézetei
Piker progresszív, baloldali, szocialista. Támogatja a munkahelyi demokráciát, az általános egészségbiztosítást, az LMBTQ közösség jogait, az anticionizmust és az amerikai fegyvertartás korlátozását. Andrew Marantz (The New Yorker) azt írta Pikerről, hogy Donald Trump ellenes, de „alig egy hűséges demokrata.” Marantz egy „régimódi balosnak” nevezte, aki kritizálja az „amerikai birodalmat .”
Piker gyakran kiemelte, hogy mekkora hatással volt baloldali nézeteire Recep Tayyip Erdoğan miniszterelnöksége gyerekkorában. Ezek mellett inspirációinak nevezte Amy Goodmant, Jon Stewartot, Aaron McGrudert és Bill Burrt, közvetítései stílusával és tartalmával kapcsolatban.
Piker támogatta Bernie Sanders 2016-os és 2020-as elnöki kampányát, és gyakran kritizálta a Demokrata és a Republikánus Pártokat. Piker ellenezte Trump 2017-es utazási tiltását. Luigi Mangione letartóztatása (a vádlott Brian Thompson meggyilkolása ügyében) után támogatta Mangione-t, és méltatta a „tett propagandája ” taktikát, de elkerülte a Twitch szabályainak megszegését az „erőszak dicsőítésének” pontjában.

### Kikérdezése a Customs and Border Patrolnál
2025 májusában őrizetbe vette az amerikai Customs and Border Protection az O’Hare nemzetközi repülőtéren, mikor visszatért Franciaországból. Piker elmondása szerint a tisztviselők, akik kikérdezték, tudták, hogy kicsoda és részletes kérdéseket tettek fel Donald Trumppal kapcsolatos nézeteiről, Izraelről, a Hútikról, a Hamászról és eltiltásairól a Twitchről. Piker szerint politikai nézetei miatt vették őrizetbe, a Trump-kormány megfélemlítő taktikáinak részeként. Tricia McLaughlin, a Belbiztonsági Minisztérium helyettes minisztere kijelentette, hogy Piker hazudott, és kikérdezése teljesen rutin volt.

## Díjak és jelölések
| Díj                     | Év   | Kategória                      | Jelölt/Munka                      | Eredmény | For.          |
| ----------------------- | ---- | ------------------------------ | --------------------------------- | -------- | ------------- |
| Shorty Awards           | 2018 | Websorozat                     | The Breakdown (Francis Maxwellel) | Jelölve  | [ 64 ]        |
| Webby Awards            | 2018 | Hírek és információ            | The Breakdown (Francis Maxwellel) | Jelölve  | [ 65 ]        |
| theScore esports Awards | 2020 | Like & Subscribe               | HasanAbi                          | Elnyerte | [ 66 ]        |
| The Streamer Awards     | 2021 | Legjobb Just Chatting streamer | HasanAbi                          | Jelölve  | [ 67 ]        |
| The Streamer Awards     | 2022 | Az év streamere                | HasanAbi                          | Jelölve  | [ 68 ]        |
| The Streamer Awards     | 2022 | Legjobb Just Chatting streamer | HasanAbi                          | Elnyerte | [ 68 ]        |
| The Streamer Awards     | 2023 | Legjobb Just Chatting streamer | HasanAbi                          | Jelölve  | [ 69 ]        |
| The Streamer Awards     | 2024 | Legjobb Just Chatting streamer | HasanAbi                          | Jelölve  | [ 70 ] [ 71 ] |
| Streamy Awards          | 2020 | Hírek                          | HasanAbi                          | Elnyerte | [ 72 ]        |
| Streamy Awards          | 2021 | Hírek                          | HasanAbi                          | Jelölve  | [ 73 ]        |
| Streamy Awards          | 2022 | Az év streamere                | HasanAbi                          | Jelölve  | [ 74 ]        |
| Streamy Awards          | 2022 | Just Chatting                  | HasanAbi                          | Jelölve  | [ 74 ]        |
| Streamy Awards          | 2022 | Hírek                          | HasanAbi                          | Elnyerte | [ 74 ]        |
| Streamy Awards          | 2023 | Hírek                          | HasanAbi                          | Elnyerte | [ 75 ]        |
| Streamy Awards          | 2023 | Az év streamere                | HasanAbi                          | Jelölve  | [ 76 ]        |
| Streamy Awards          | 2023 | Just Chatting                  | HasanAbi                          | Jelölve  | [ 76 ]        |